# Sworn to the Dark
Albums de Watain
Casus Luciferi
(2003)
Sworn to the Dark est le troisième album studio du groupe de Black metal suédois Watain. L'album est sorti le 19 février 2007 sous le label Season of Mist.

## Musiciens
- Erik Danielssen : chant, basse
- Hakan Jonsson : guitare
- Pelle Forsberg : batterie

## Liste des morceaux
1. Legions of the Black Light - 8:04
2. Satan's Hunger - 6:46
3. Withershins - 1:02
4. Storm of the Antichrist - 4:15
5. The Light That Burns the Sun - 7:04
6. Sworn to the Dark - 5:03
7. Underneath the Cenotaph - 4:12
8. The Serpent's Chalice - 6:42
9. Darkness and Death - 4:13
10. Dead But Dreaming - 2:05
11. Stellarvore - 8:17